# ダニッチ
ダニッチ (Dunwich) あるいはダンウィッチは、怪奇小説家ハワード・フィリップス・ラヴクラフトの作品に登場する架空の村。
特に注記のない箇所は『ダニッチの怪』を出典とする。

## 概要
アメリカ合衆国マサチューセッツ州北部の丘陵地帯に位置する寒村。アーカムの西方に位置する。港町キングスポートからミスカトニック川を上流に遡り、アイルズベリイ街道に沿って進むとダニッチ村に到達する。頂上に環状列石が残るラウンド山の斜面と川の間に、廃屋同然の家が建ち並んでいる。
18世紀までインディアンが土着の儀式を執り行い地響きのような音が聞こえたと伝えられる。1692年にセイラム魔女事件が起こり、ビショップ家、ウェイトリー家などが移り住んで来た。外部との交流は少なく、少数の村人が代々近親婚を重ねつつ退廃的な生活を送っていた。周囲30マイルの村落で最も古い建物である1700年以前のビショップ家の地下室の煙突がある一方、ダニッチで最も新しい建物は、1806年の滝に作られた水車の廃墟となっている。
1928年に起きた怪事件の後、ダニッチへの道標はアイルズベリイ街道から取り払われた。その顛末は、ラヴクラフトの作品『ダニッチの怪』で語られている。

### センティネル丘の祭壇
環状列石に囲まれたテーブル状の平石からなる遺跡。ここから物語が始まり、終わった場所。ダニッチのラウンド山の頂にある。付近の谷底は、悪魔の舞踏園と呼ばれ、植物が生えず悪臭が立ち込めていて何かが突進してくるような一定のリズムで大きな物音が響いている。ダニッチでもっとも古い建物でインディアンが作ったと信じられている。遺跡から大量の人骨が発見され、原住民のインディアン、ポクムタック族の埋葬地だったという俗説の裏付けといわれているが学者によれば白人の骨であるらしい。

### 夜鷹ウィップアーウィル
ダニッチ土着の風説で恐れられる夜に活動する夜鷹ウィップァーウィルヨタカの一種。暖かい夜に人の死期を察知して鳴き、死者の魂を捕まえようとするといわれている。死者の魂を捕まえることに成功すると群れが一際大声で朝まで鳴き続けるが、失敗して魂を逃すと気がつかないうちに静かになって飛び去ってしまう。

### オズボーン雑貨店
ダニッチ唯一の商店。『ダニッチの怪』作中で度々、描写がある。店主のジョー・オズボーンは、ヘンリー・アーミテイジ博士らによる透明怪物事件解決の顛末を見守った。
ダーレスが執筆した後日談『閉ざされた部屋』『恐怖の巣食う橋』では、トバイアス・ウェイトリーが雑貨店を経営している。この点について、店がオズボーン家からウェイトリー家の物に変わったという経緯情報が完全に欠落していると指摘されている。

### ウェイトリー家
ダニッチの中心から4マイル、最も近い家からも1.5マイル離れた山腹の斜面に建った大きな農家だが使われていない部屋が数多くある。ウェイトリー家の幾つもある分家の一つで、魔術翁、娘のラヴィニア、男孫のウィルバーの3人家族。1928年の事件で一家は、全滅した。1913年・1923年・1927年に大規模な改築を行い天井や壁、1階と2階の床などを取り外して家屋に大きな空間を作り、窓を木板で塞いだ。代わりに一家は、納屋を修理して書物など家具類も徐々に移し、最終的にそちらで暮らしていた。毎月のように牛を購入していたが10～12頭より増えることはなく、痩せ衰えて傷と皮膚の爛れた牛が転げ落ちそうな斜面で草を食べている様子が目撃されている。

### 後続設定
ウェイトリー家に加えて、オーガスト・ダーレスの作品ではビショップ家という一族が登場する（後述）。またダーレス設定では、ダニッチはアーカムの近隣にあり、アイルズベリイという町もある。
クトゥルフ神話TRPG『ダニッチの怪』では、ダニッチの地下には太古にミ＝ゴによって召喚された邪神アブホースが潜む。

## 登場作品
ダニッチの怪/ダンウィッチの怪
ダニッチの怪のメディアミックス等
- H・P・ラヴクラフトの ダニッチ・ホラーエピソード2「ダニッチ・ホラー」 - 日本制作のストップモーションアニメ。3話あり、第2話が『ダニッチの怪』
- 地底の足音（水木しげる） - 貸本漫画時代の水木しげるが、『ダニッチの怪』を翻案したもの。1962年（昭和37年）発表。ダニッチが、日本の八つ目村という集落になっている。

ダニッチの怪の続編・後日談
- オーガスト・ダーレスによるラヴクラフトの補作：暗黒の儀式[5]、閉ざされた部屋[2]、恐怖の巣食う橋[3]、The Watchers Out of Time[注 1]
- リチャード・A・ルポフ：ダニッチの破滅[8]
- クトゥルフ神話TRPG『ダニッチの怪』

### 作中の出来事
18-19世紀 暗黒の儀式（過去パート）
1913年 ウィルバー・ウェイトリー誕生
1921-1924年 暗黒の儀式
1928年4月ごろ 丘の夜鷹
1928年9月 ウィルバーが外出先で死亡、ダニッチの怪事件
1929年 恐怖の巣食う橋（過去パート）
1935年 The Watchers Out of Time
1949年 恐怖の巣食う橋
195X年 閉ざされた部屋

## 関連人物

### ウェイトリー家の人物
セイラム事件でミスカトニックに移住したウェイトリー家には、ダニッチ近郊に親族が多数いる。同姓の人物が登場することも珍しくなく、『ダニッチの怪』本編中に限定しても何人も登場している。
ウェイトリー老、ラヴィニア・ウェイトリー、ウィルバー・ウェイトリー
TRPGでは、ウェイトリー老にノア・ウェイトリーという名前が設定されている。
トバイアス・ウェイトリー
『恐怖の巣食う橋』『閉ざされた部屋』に登場。雑貨店主（オズボーン雑貨店の後任）。
アイルズベリイのウェイトリー家
『丘の夜鷹』に登場。ダニッチのウェイトリー老の孫。兄セスと弟エイモスの兄弟。
ルーサー・S・ウェイトリーの一族
『閉ざされた部屋』に登場。本家筋。オーベッド・マーシュとは血が繋がっている。
ラルサ・ウェイトリー（ラルサ・マーシュ・2世）
ルーサー老の長女が、ラルサ・マーシュとの間に作った子供。生まれつき深きものどもの血が色濃く現れた人外。
オリバー・ウェイトリー
『妖神グルメ』に登場。1980年代時点でのウェイトリー家の当主で、ヨグ＝ソトース（ヨグ・ソトト表記）の信徒。
アリシア・Y・ウェイトリー（アリシア・Y・アーミティッジ）
『アリシア・Y』の主人公。ヘンリー・アーミティッジ博士、ウェイトリー家、ヨグ＝ソトースの血を引く。1999年に8歳。
コーディーリア・ウェイトリー
『ダニッチの破滅』の主人公。1990年代時点にてカナダの大学生。ケイン・ウェイトリーの曾孫。

### ビショップ家の人物
ダニッチおよびアイルズベリイ一帯に住む一族。もとは名家だったが衰退した。
ダニッチのビショップ家
『ダニッチの怪』に登場し、透明怪物事件に遭遇した。サイラス・ビショップやセス・ビショップ、マミー・ビショップなどがいる。
ジョナサン・ビショップ
『暗黒の儀式』に登場。18世紀の人物。アリヤ・ビリントンの仲間。
セプティマス・ビショップ
『恐怖の巣食う橋』に登場。ダニッチ在住。ウィルバー・ウェイトリーとも交流があった。1929年に失踪。
セス・ビショップ
『谷間の家』に登場。アイルズベリイに独居しクトゥルフ神話を研究していた。オーベッド・マーシュの血縁者。ダニッチに同姓同名の人物がおり、そちらの人物は『ダニッチの怪』の事件で死んだ。

## 発音とカナ表記
イギリスのサフォーク州に実在するDunwich（en:Dunwich参照）、オーストラリアのノースストラドブローク島に実在するDunwich（en:Dunwich, Queensland参照）はイギリス英語式で[ˈdʌnɪtʃ] と発音されることから、日本においてはダニッチ表記となる。
ラヴクラフト作品においては、アメリカ英語式に[ˈdʌnwɪtʃ]（en:Dunwich (Lovecraft)参照）と発音されることもあるから、こちらに従えばダンウィッチ表記を用いる。なお、アメリカにおいてもマサチューセッツ州を含むニューイングランドではイギリス英語式の発音になることがある。
日本の小説家菊地秀行はアメリカにおいてクトゥルフ神話ファンの集まりに参加した際に、「ダニッチ」発音を繰り返していたら、明示的に2語に分け「ダン・ウィッチ」と訂正された体験をした旨を作品の後書きにて記している。